# Rašpor
Rašpor je naselje na Ćićariji, u sastavu općine Lanišće na 693 m nadmorske visine. Smješteno je u planinskoj dolini, na cesti koja od općinskoga središta Lanišća vodi prema selima Trstenik (Lanišće), Dane i Vodice (Lanišće). Ruševine znamenite rašporske utvrde nalaze se šestotinjak metara sjeverno od sela, na brdu Gradina (829m). To važno strateško uporište bilo je naseljeno već u prapovijesno doba, a važnost mu je porasla u rimsko doba, kada je već postojala utvrda. 

## Povijest
Nakon pada Rimskoga Carstva, Rašpor je srušen i napušten, iako je u njemu postojala bizantska straža. U franačko je doba opet postao utvrđeno selo s kaštelom izgrađenim kao tipični feudalni burg, najvjerojatnije oko 1000. god.; izvori ga najranije spominju u XIII.st. i to kao Raspurch, Rastpurch, Ratspurch, Rasburg i sl. Pripadao je akvilejskoj crkvi, a njime su u patrijarhovo ime upravljali gastaldi iz obitelji grofova Goričkih. Financijski osiromašeni zbog stalnih ratova, oni su često kao zalog za svoje zajamske obveze svojim vjerovnicima davali cijele feudalne gospoštije ili njihove dijelove. Tako je 1358. grof Menhard (Majnard) VII. Gorički utvrdu dao u miraz sestri Elizabeti, supruzi kneza Jurja Krbavskoga (Kurjakovića). God. 1394. Rašporska je gospoštija, zajedno s Podgradom, dana u zalog Menhardovoj kćeri Ani Goričkoj, vjerojatno kao miraz prilikom njezine udaje za krčkoga kneza Ivana Frankopana. God. 1402. njezina su braća, gorički i tirolski grofovi Henrik i Ivan Majnard, pokrenula prodaju Rašpora Veneciji. Ukinuvši dotad postojeće pazenatike u Grožnjanu i Svetom Lovreču, Mletačka Republika odredila je 1394. Rašpor za sjedište istoimenoga kapetanata, tj. vojnog zapovjedništva koje je Istri trebalo jamčiti mir i sigurnost, posebice duž granice. Preko rašporskoga kapetana kapetanatom je upravljao mletački Senat, a suprotno mletačkoj političkoj praksi, Signoria ga je zadržala u svojoj neposrednoj eksploataciji. Rašporski kapetan bio je najviši vojni i politički autoritet seoskoga područja, i njemu se obraćalo za sva administrativna i pravna pitanja. Čim je kupila utvrdu, Venecija je na njoj počela opsežne fortifikacijske radove. Tijekom Rata Cambraiske lige 1507–17. utvrdu su zauzele i opljačkale nadvojvodine snage koje je vodio Kristofor Frankopan, te vojnici koje je predvodio tršćanski kapetan Nicolò Rauber. Tako je 1511. iz sigurnosnih razloga mletački rektor premješten u Buzet, zadržavši, međutim, titulu rašporskoga kapetana. Sve do propasti Venecije bio je jedan od najvažnijih rektora njezine uprave u Istri. Rašporskomu feudu u početku su pripadala sela Račja Vas, Trstenik (Lanišće), Slum (Lanišće), Brest (Lanišće), Kropinjak, Podgorje, Dane (Lanišće), Brgudac, Lanišće, Klenovšćak, Prapoće, Podgaće, Jelovice, Novaki, Vodice (Lanišće), Vele i Male Mune i Žejane. Poslije su Jelovice, Novaki, Vodice, Vele i Male Mune, te Žejane došle u posjed Austrije.
Rašpor su Nijemci spalili 10.08.1944. Kraj sela uz cestu nalazi se spomenik na kojem su uklesane riječi “One su se borile, hodile i nosile” u spomen na prvu oblasnu konferenciju Antifašističkog fronta žena za Istru održanu 22. i 23. srpnja 1944. godine u šumi Gozdac, pored sela Rašpora. Bila je to najmasovnija borbena smotra održana za vrijeme Narodnooslobodilačkog rata u Istri i cijeloj Hrvatskoj. Na konferenciju je pristiglo oko 3.000 sudionika, među njima i 1.500 žena, u vrijeme kada je u Istri bio velik broj vojnika 97. njemačkog armijskog korpusa. U tim okolnostima te su se žene probijale i došle u Rašpor.

## Stanovništvo
Po popisu iz 2001., u selu je živjelo 17 stanovnika.
| broj stanovnika | 144   | 156   | 183   | 189   | 205   | 167   |       |       | 110   | 93    | 66    | 28    | 26    | 20    | 17    | 3     | 2     |
|                 | 1857. | 1869. | 1880. | 1890. | 1900. | 1910. | 1921. | 1931. | 1948. | 1953. | 1961. | 1971. | 1981. | 1991. | 2001. | 2011. | 2021. |

## Znamenitosti
- Dolina kojom vodi cesta od 1.7 km udaljenog Trstenika poznato je stanište ljekovitog bilja.

- Rašpor je u povijesti poznat kao sjedište Rašporskog kapetanata. Na brdu iznad današnjeg sela se nalazila utvrda u kojoj su stolovali kapetani, vojni upravitelji koji su mletačkom Istrom upravljali od 1394. do 1511. god., kada se njihovo sjedište seli u Buzet.

- Tvrđava se prvi put spominje 1264., iako se pouzdano zna da se ondje nalazila mnogo ranije. Danas se ruševine utvrde jedva naziru u gustišu.

- U selu je crkvica sv. Nikole, koja se prvi put spominje 1385., a temeljito je obnovljena 1585. god.

- Nedaleko od sela uz cestu prema Lanišću nalazi se 361m duboki Rašporski ponor, najdublji je ponor u Istri.